# Macrolygistopterus
Macrolygistopterus es un género de escarabajos de alas de red perteneciente a la familia Lycidae. Son escarabajos con cuerpos de tamaño mediano a grande. A diferencia de otros géneros, cuyo rostro se ve ausente cuando se mira al insecto desde arriba, su cabeza es prolongada y el rostro visible. Se encuentra distribuido a nivel mundial en todas las regiones zoogeográficas.